# Геометрическая фрустрация
Геометрическая фрустрация (фрустрация, структурная неравновесность) в теории твёрдого тела означает явление, при котором геометрические свойства кристаллической решётки из-за наличия противодействующих межатомных сил делают невозможной одновременную минимизацию энергии взаимодействия в заданном месте.
Это может приводить к сильной вырожденности базового состояния, при котором система будет обладать ненулевой энтропией даже при нулевой температуре. Проще говоря, система не может быть полностью заморожена, поскольку она не имеет единственного базового состояния, поэтому движение на молекулярном уровне продолжается даже при абсолютном нуле, даже при отсутствии вливаний энергии извне.